# يوكوز
يوكوز مستضيف مواقع مجاني بلوحة تحكم مدمجة. وحدات يوكوز يمكن أن تستخدم كحزمة واحدة لإنشاء موقع متكامل، أو بشكل منفصل، مثلاً كمدونات، منتديات..إلخ. لغاية اللحظة تم إنشاء أكثر من 900 ألف موقع. ويعد يوكوز من بين أشهر المواقع الناطقة بالروسية حسب استبيان أليكسا إنترنت.

## التاريخ
استناداً لتطور الخدمة على أساس علاقة تجارب العديد من المطورين في مجال خدمة التصويت وخدمة سجلات الزوار المجانية وسكريبتات احترافية بخصوص نظام إدارة المحتوى. وبعد حوالي سنة من التطور، في 29 أكتوبر 2005 ظهرت أول نسخة من هذه الخدمة باللغة الروسية. في يونيو 2007 تم افتتاح النسخة الإنكليزية رسمياً، وفي أغسطس النسخة الألمانية، وفي 2008 ستظهر للوجود النسخة العربية والأسبانية والمجرية وفي أوائل 2009 النسخة الفرنسية.

## إمكانيات النظام
- إمكانية إرفاق النطاق الشخصي للموقع.
- إمكانية اختيار تصميم من بين 227 نموذج لإنشاء الموقع، هذا النموذج ممكن تغييره، أو إنشاء التصميم الخاص بدون استخدام النماذج.
- نظام شامل للتحكم بالموقع (CMS).
- استضافة بمساحة غير محدودة.
- مجموعة كبيرة من التصاميم الجاهزة.
- نطاق في أي منطقة (مثلاً: mysite.ae).
- مخدمات تعمل بانتظام (uptime 99.8%).
- عناوين بريدية.
- إنشاء تلقائي Sitemap.
- إضافة الفيديو ببساطة (youtube.com إلخ).
- نسخ احتياطي للبيانات.
- دعم تقني وتوثيق.
- مجتمع واسع للمستخدمين.
- بدون أية تكاليف على إنشاء المواقع والدعم التقني.
- إمانية تطوير وحدات النظام.

## الوحدات
- المستخدمين
- المنتدى
- المدونة
- ألبوم الصور
- سجل الزوار
- كاتالوج المقالات
- ميني تشات
- نماذج
- أخبار الموقع
- إحصائيات
- كاتالوج الملفات
- كاتالوج الروابط
- إعلانات
- الأسئلة الأكثر تكرارا
- اختبارات
- تصويتات
- أشكال بريد إلكتروني

## خدمات مأجورة
- حذف حقوق ملكية copyright ucoz
- حذف البانر الإعلاني.
- شراء نطاق احترافي (مثلاً: mysite.ae).

## جوائز
- http://www.webhostdir.com/search/profile.aspx?spid=14751
- http://www.premiaruneta.ru/laureates
- Content Management Award Winners 2009